# Battaglia di Denain
La battaglia di Denain venne combattuta il 24 luglio 1712 nel contesto della guerra di successione spagnola e vide la vittoria dell'esercito francese guidato dal maresciallo Claude de Villars contro le forze austro-olandesi del principe Eugenio di Savoia.

## Contesto
Dopo 11 anni di guerra (la lotta per la successione al trono di Spagna era iniziata nel 1701) la Francia stava attraversando un periodo difficile sia dal punto di vista finanziario che militare. Alle vittorie ottenute inizialmente da Villars nella battaglia di Friedlingen e di Höchstadt erano seguite una serie di sconfitte per mano del principe Eugenio e del duca di Marlborough. Nel 1708, a seguito della battaglia di Oudenaarde, quasi tutte le fortezze della Francia del Nord erano in mano alla coalizione austro-britannica.
Inoltre la crisi economica e il rigidissimo inverno del 1708 avevano portato ad una grave carestia.
Nel 1709 il comando dell'esercito francese del nord venne affidato a Villars che incominciò immediatamente una riorganizzazione delle forze a sua disposizione. I primi effetti di questa svolta si ebbe nella battaglia di Malplaquet nella quale Villars (che fu ferito in combattimento), pur dovendosi ritirare, aveva inferto alle truppe di Eugenio e del duca di Marlborough il doppio delle perdite da lui subite e, soprattutto, aveva impedito ai suoi avversarsi di imporre le proprie condizioni al re di Francia.
Nel maggio 1712 Villars, dopo aver raccolto 200 000 uomini, fu in grado di riprendere l'offensiva lungo il confine settentrionale, nei pressi di Arras e Cambrai. L'esercito austro-olandese era posizionato lungo il fiume Scarpe tra Douai e Marchiennes ed occupava le città di Denain e Landrecies. Poco prima, il duca di Marlborough era stato sostituito dal duca di Ormonde il quale aveva ricevuto ordini segreti di non fornire aiuto al principe Eugenio. Quando infatti Eugenio assediò Le Quesnoy, il duca di Ormonde ritirò le sue truppe scatenando una feroce polemica tra i britannici e le altre forze filo-asburgiche.

## La battaglia
Giunto a Denain, Villars fece ispezionare l'area e ordinò ad alcune truppe di bloccare il guado del fiume Schelda nei pressi di Haspres. Durante la notte l'esercito francese si mise in marcia verso Landrecies. Eugenio rinforzò le proprie truppe a Landrecies e si stabilì a difesa di Denain.
Alle 5 di mattina del 24 luglio Villars lanciò un attacco a Avesnes-le-Sec e poco dopo raggiunse Neuville-sur-Escaut. Nel pomeriggio Villars era pronto per lanciare un'offensiva verso le forze olandesi guidate dal conte d'Albermarle. Eugenio cercò di attraversare la Schelda per soccorrere Albermarle ma le truppe francesi guidate dal principe di Tingry glielo impedirono.
Albemarle venne dunque sconfitto e fatto prigioniero.

## Conseguenze
La perdita di Denain fu un duro colpo per il principe Eugenio le cui posizioni in Francia erano adesso minacciate dalla controffensiva francese.